# Walter Erbì

Bischofswappen von Walter Erbì

Walter Erbì (* 8. Januar 1968 in Turin) ist ein italienischer römisch-katholischer Geistlicher, Erzbischof und Diplomat des Heiligen Stuhls.

## Leben
Walter Erbì empfing am 10. Mai 1992 das Sakrament der Priesterweihe für das Bistum Iglesias. Er wurde im Fach Kanonisches Recht promoviert. Am 1. Juli 2001 trat er in den diplomatischen Dienst des Heiligen Stuhls ein und war anschließend an der Apostolischen Nuntiatur auf den Philippinen tätig. Nach Tätigkeiten in der Sektion für Allgemeine Angelegenheiten des Staatssekretariats war er an den Nuntiaturen in Italien, den Vereinigten Staaten und in der Türkei eingesetzt.
Am 16. Juli 2022 ernannte ihn Papst Franziskus zum Titularerzbischof pro hac vice von Nepeta und zum Apostolischen Nuntius in Liberia sowie vier Tage später zudem in Sierra Leone. Kardinalstaatssekretär Pietro Parolin spendete ihm am 3. September desselben Jahres in der Franziskuskirche in Iglesias die Bischofsweihe. Mitkonsekratoren waren der emeritierte Erzbischof von Cagliari, Arrigo Kardinal Miglio, und der Bischof von Iglesias, Giovanni Paolo Zedda. Am 30. November 2022 bestellte ihn Papst Franziskus zusätzlich zum Apostolischen Nuntius in Gambia.